# Данильченко, Александр Сергеевич
Александр Сергеевич Данильченко (29 августа 1953, Кировоград) — российский дирижёр, народный артист России (2003), заслуженный деятель искусств России (1994), капитан первого ранга, профессор Московского государственного института культуры. 
Художественный руководитель и главный дирижёр Концертного образцового оркестра ОАО «РЖД» с июля 2007 года. В прошлом — начальник и главный дирижёр Центрального концертного образцового оркестра Военно-морского флота РФ им. Н. А. Римского-Корсакова, начальник военно-оркестровой службы краснознаменного Тихоокеанского флота (1987-1994). Главный дирижер ВМФ (1996 -2007). Почетный член фонда Андрея Первозванного. Почетный железнодорожник РФ (2016). Участвовал в 30 парадах на Красной площади.. Всего посетил с боевыми кораблями флота более 35 государств мира.

## Биография
Родился 29 августа 1953 года в городе Кировограде Украинской ССР, там же и вырос, в семье рабочего Данильченко Сергей Никитович и медсестры Екатерина Васильевна. 
С 1965 по 1972 год — воспитанник, вице-сержант Московской Суворовской военно-музыкальной школы (ныне Московское Суворовское военно-музыкальное училище). Играл на фанфаре и трубе. В составе группы фанфаристов принимал участие в 12 военных парадах на Красной площади, а также в других государственных мероприятиях в Кремлёвском Дворце Съездов (3й съезд колхозников, 50 лет Комсомолу).
С 1972 по 1977 год — курсант Военно-дирижёрского факультета Московской консерватории имени П. И. Чайковского. В этот период участвовал в пяти военных парадах на Красной площади и в других государственных мероприятиях (государственные праздники).
В 1977 году направлен на Тихоокеанский флот, где до 1984 года служил начальником — военным дирижёром Морской ракетоносной авиационной дивизии. 
С 1984 по 1987 год — начальник — военный дирижёр Оперативной эскадры кораблей на военно-морской базе Камрань во Вьетнаме. 
Участник пяти боевых служб в составе кораблей Тихоокеанского флота к странам Юго-Восточной Азии, Африки, Северной Америки и Океании. Всего посетил с боевыми кораблями флота более 35 государств мира.

Концертный оркестр РЖД под управлением дирижёра Александра Данильченко играет в ЦДКЖ, 2022

С 1987 по 1994 год — начальник военно-оркестровой службы — военный дирижёр Тихоокеанского флота.
С 1994 года переведён с Дальнего Востока в Москву. До 1996 года работал старшим преподавателем Военно-дирижёрской кафедры Военно-дирижёрского факультета при Московской консерватории.
С 1996 по 2007 год — начальник — главный дирижёр Центрального концертного образцового оркестра Военно-морского флота России имени Н. А. Римского-Корсакова. В этом качестве участвовал в 11 военных парадах на Красной площади в День Победы. С 2005 года — профессор кафедры оперной подготовки вокального факультета Московского государственного института культуры. В 2005 году в Шотландии принимал участие в открытии памятника крейсеру «Варяг». С 1999 года — почётный член фонда Святого всехвального апостола Андрея Первозванного.
С июля 2007 года по настоящее время — художественный руководитель и главный дирижёр Концертного образцового оркестра ОАО «РЖД» (основанного в 1926 году).

## Почётные звания
- 1994 — Заслуженный деятель искусств РФ

- 2003 — Народный артист России (присвоено «за большие заслуги в области музыкального искусства» указом президента РФ от 18 августа 2003 года № 967)

- 2016 — Почётный железнодорожник (присвоено приказом министра транспорта РФ)[4].

## Личная жизнь
Женат, есть четверо детей — три дочери и один сын, а также внук.